# Zlatkov
Zlatkov (deutsch Zlatkow, auch Slatkow) ist ein Ortsteil der Gemeinde Rožná in Tschechien. Sie liegt vier Kilometer südlich von Bystřice nad Pernštejnem und gehört zum Okres Žďár nad Sázavou.

## Geographie
Zlatkov befindet sich linksseitig des Tales der Nedvědička auf einem Höhenzug in der Böhmisch-Mährischen Höhe. Südlich liegt die Talmulde des Baches Zlatkovský potok. Östlich erhebt sich der Věchnov (618 m), südwestlich der Hradisko und im Westen die Zlatkovská hora (540 m). Östlich des Dorfes liegt das Absetzbecken K II des Uranbergwerkes GEAM Dolní Rožínka.
Nachbarorte sind Nový Dvůr und Bystřice nad Pernštejnem im Norden, Bratrušín und Věchnov im Nordosten, Lískovec im Osten, Býšovec und Pernštejnské Janovice im Südosten, Josefov im Süden, Rožná und Dvořiště im Südwesten sowie Rodkov im Nordwesten.

## Geschichte
Die erste urkundliche Erwähnung des Dorfes erfolgte im Jahre 1398, als Wilhelm I. von Pernstein jährlich 18 Groschen von den Einnahmen aus Zlatkov an Jan von Býšovec Frau Katruše überschrieb. Sein Enkel Wilhelm II. von Pernstein hob im Jahre 1500 die Schankpflicht für herrschaftlichen Wein auf und erließ den Bewohnern 1515 auch die herrschaftliche Fischfron. Im 16. Jahrhundert wurde das Dorf aus den Pernsteiner Gütern ausgegliedert und den Mitrover Gütern zugeordnet. Seit 1589 ist ein Erbrichter nachweisbar. Zlatkov gehörte bis zum Verkauf der Pernsteiner und Mitrover Güter an Paul Katharyn von Katharn im Jahre 1596 den Herren von Pernstein. Katharyn schloss Zlatkov wieder an die Herrschaft Pernstein an. Im Jahre 1675 bestand das Dorf aus 16 Häusern, von denen 5 unbewohnt waren. 1756 wurde das Dorf von Bystřice nach Rožná umgepfarrt. Zlatkov bestand 1790 aus 19 Häusern, in denen 167 Menschen lebten. 1828 wurde in Zlatkov eine Schule eingerichtet, 1853 entstand ein eigenes Schulhaus.
Nach der Aufhebung der Patrimonialherrschaften bildete Zlatkov ab 1850 eine Gemeinde im Bezirk Neustadtl. Im Jahre 1900 hatte Zlatkov 259 Einwohner und war auf 44 Häuser angewachsen. In den Jahren 1916 bis 1918 bestand bei Zlatkov ein Asbestbergwerk, das wegen Unrentabilität wieder eingestellt wurde. 1921 hatte Zlatkov 222 Einwohner und 1950 waren es 207. 1949 wurde die Gemeinde dem Okres Bystřice nad Pernštejnem zugeordnet. 1961 erfolgte die Eingemeindung nach Rožná und zugleich die Zuordnung zum Okres Žďár nad Sázavou. 1970 lebten in Zlatkov 166 Menschen. Die Schule wurde in den 1970er Jahren geschlossen. 1991 hatte der Ort 148 Einwohner. Im Jahre 2001 bestand das Dorf aus 57 Wohnhäusern, in denen 134 Menschen lebten. Die Umgebung des Dorfes gilt als Mineralienfundstätte, wo u. a. Clausthalit auftritt.

## Sehenswürdigkeiten
- Kapelle der hl. Dreifaltigkeit
- Betsäule mit Gedenktafel für die Opfer des Ersten Weltkrieges, nördlich des Dorfes
- gusseisernes Kreuz, am südlichen Ortsende
- geschützte Grassteppe Argentina, nordöstlich des Dorfes

## Söhne und Töchter des Ortes
- Alois Lukášek (1911–1984), Maler